# The Quarrymen
The Quarrymen (nebo také The Quarry Men) je britská skifflová a rokenrolová skupina, původně založená v Liverpoolu v roce 1956. V roce 1960 skupina ve složení John Lennon, Paul McCartney, George Harrison a Stuart Sutcliffe změnila svůj název na The Beatles. Několik původních členů pak obnovilo skupinu pod názvem The Quarrymen v roce 1997.

## Název skupiny
Název skupiny The Quarry Men (volně přeloženo jako Chlapi z lomu, nebo Lamači) je odvozen od střední školy Quarry Bank High School, kterou John Lennon a jeho spolužáci, kteří tvořili původní jádro skupiny, navštěvovali, respektive z první sloky školní písně The Song Of The Quarry z roku 1924:
Quarry men old before our birth

straining each muscle and sinew

toiling together Mother earth

conquered the rock that was in you.
Po krátkou dobu si skupina říkala též Blackjacks, ale toto jméno se neujalo.

## Historie skupiny
Hudební uskupení později známé jako The Quarrymen vytvořili na konci léta 1956 spolužáci ze střední školy Quarry Bank High School: John Lennon, Pete Shotton, Bill Smith a Eric Griffiths. John a Eric se znali již delší dobu, oba chtěli hrát na kytaru a Johnova matka je naučila hrát akordy na banjo. Skupina hrávala v proměnlivém složení (kromě původní čtveřice s ní nacvičovali i vystupovali ještě další spolužáci a kamarádi, celkem je za „řádné členy“ skupiny považováno deset hudebníků), především na školních akcích, skifflových soutěžích, tanečních akcích a samozřejmě v mládežnických klubech, včetně legendárního Cavern Clubu.

### John, Paul, George
Za zlomový okamžik v historii skupiny je považováno vystoupení na zahradní slavnosti u kostela Sv. Petra ve Wooltonu, 6. července 1957, kde byl mezi posluchači přítomen též Paul McCartney. Společný přítel a hostující člen kapely, Ivan Vaughan, pak zavedl Paula do šatny, seznámil ho se členy kapely, a Paul prokázal své hudební schopnosti mimo jiné tím, že správně přeladil kytaru, kterou mu zapůjčili (Eric a John do té doby ladili kytary jak je to naučila Johnova matka, tedy jako banjo). Paul byl přijat do kapely a později do ní přivedl i svého známého kytaristu George Harrisona, který posléze, zhruba od února 1958, nahradil Erica Griffithse. 

### Směřování k The Beatles
Pod vlivem McCartneye a Harrisona se skupina stále víc odkláněla od skifflu směrem k rock ‘n’ rollu, ke kterému inklinoval rovněž Lennon. Počátkem roku 1960 pak už repertoár skupiny tvořil téměř výlučně rock ‘n’ roll. Kapela rovněž zkoušela prorazit na komerční scéně pod novým názvem, kterých v krátké době vystřídala hned několik: „Johnny & The Moondogs“, „Long John & The Beetles“, „The Beetles“, „The Beatals“, „The Silver Beetles“ a nakonec „The Beatles“.

### Obnovení skupiny
Téměř dvě dekády po rozpadu skupiny The Beatles (1970) se dva bývalí členové skupiny The Quarrymen, Rod Davis a John Lowe sešli a společně nahráli album písní z původního repertoáru skupiny. Album bylo publikováno v roce 1995 pod titulem The Quarry Men – Open for Engagements. Všichni dosud žijící původní členové skupiny, Pete Shotton, Rod Davis, Len Garry, Eric Griffiths a Colin Hanton, se pak sešli roku 1997 u příležitosti 40. výročí koncertu u kostela Sv. Petra ve Wooltonu (kde se poprvé setkali s Paulem McCartneyem). Obnovená skupina pak podnikla několik turné po Británii, USA, Německu, Japonsku, Rusku aj., vydala čtyři alba obsahující především nově zpracované skifflové a raně rockové hity z 50. let. Po smrti Griffithse a onemocnění dalších původních členů koncertují již jen Davis, Garry a Hanton.

## Diskografie obnovené skupiny
- Open For Engagements (1995)
- Get Back - Together (1997)
- Songs We Remember (2004)
- Grey Album (2012)

## Členové skupiny
Za řádné členy skupiny jsou považováni jednak zakládající členové a dále ti hudebníci, kteří s kapelou působili několik měsíců a hráli s ní na více veřejných vystoupeních. Ostatní, kteří s kapelou působili jen krátce, pouze s ní nacvičovali nebo vystoupili jen na několika málo veřejných představeních, jsou považováni za čestné členy.
| - John Lennon – kytara, zpěv (1956–1960) - Pete Shotton – valcha (1956–1957) - Eric Griffiths – kytara (1956–1958) - Bill Smith – čajová bedna(1956) - Rod Davis – banjo (1956–1957) - Len Garry – čajová bedna (1956–1958) - Colin Hanton – bicí (1956–1959) - Paul McCartney – kytara, zpěv (1957–1960) - George Harrison – kytara, zpěv (1958–1960) - John Duff Lowe – piano (1958) | - Ivan Vaughan – čajová bedna (1956–1958) - Nigel Walley – čajová bedna, později manažer skupiny (1956–1958) - Ken Brown – kytara (1959) - Stuart Sutcliffe – baskytara, zpěv (1960), se skupinou nacvičoval, ale prvního veřejného vystoupení se zúčastnil až pod názvem „The Silver Beetles“. |